# 메이퀸 (드라마)
《메이퀸》은 2012년 8월 18일부터 12월 23일까지 방영된 MBC 주말 특별기획 드라마다.

## 등장인물
- (†) 표시는 드라마 상으로 사망한 인물입니다.
- (‡) 표시는 드라마 상으로 중도 하차하거나 드라마 상에서 단 한장면도 출연하지 못한 인물입니다.

### 주요 인물
- 한지혜 : 천해주/윤유진→장유진 (13세, 28세) 역 (아역 김유정) - 이 드라마의 여주인공. 죽은 홍철과 달순의 양딸. 죽은 도현과 금희의 친딸. 강산 절친 → 연인.
- 김재원 : 강산(16세, 31세) 역 (아역 박지빈) - 이 드라마의 남주인공. 해풍그룹 죽은 대평의 손자. 창희의 중학교 동창. 해주의 연인.
- 재희 : 박창희(16세, 31세) 역 (아역 박건태) - 이 드라마의 서브 남주인공. 천지가 집사 박기출의 아들. 해주의 첫사랑이며 장인화와 결혼하지만 해주를 잊지 못함.
- 손은서 : 장인화(13세, 28세) 역 (아역 정지소) - 이 드라마의 서브 여주인공. 천지그룹 도현의 딸. 강산을 짝사랑하지만 창희와 결혼한다.

### 해주네 가족
- 안내상 : 천홍철 역(† 1회 ~ 7회) - 해주 양아버지(1회부터 7회까지만 나오고 박기출에 의해 교통사고로 사망)
- 금보라 : 조달순 역 - 해주 양어머니
- 문지윤 : 천상태 역 (아역 김동현) - 해주의 오빠
- 정혜원 : 천영주 역 (아역 강지우) - 해주의 여동생
- 윤정은 : 천진주 역 - 해주의 여동생

### 천지그룹
- 이덕화 : 장도현 역(†) - 이 드라마의 만악의 근원이자 최종 보스. 해주의 생부. 이금희와 재혼. 천지그룹 회장. 마지막회에서는 자살로 생을 마감하고 사망.
- 양미경 : 이금희 역 - 해주의 생모. 일문과 인화의 새어머니.
- 윤종화 : 장일문 역 (아역 서영주) - 이 드라마의 중간 보스. 천지그룹 죽은 장도현 회장의 아들이나 아들 대접을 받지 못하지만 마지막회에서는 아버지 장도현의 부탁으로 어머니 이금희와 화해를 하게 되고 마음까지 고침.
- 김규철 : 박기출 역 - 창희 아버지. 천지그룹 집사. 천홍철과는 군복무 시절 알게 됨.
- 배성종 : 최욱진 역(‡ 3회 ~ 33회) - 이 드라마의 서브 빌런. 장도현의 비서 및 심복이자 천지그룹의 행동대장. (33회까지만 나오고 윤정우 검사의 체포로 검찰에 조사를 받게 되고 구속 및 사형)[1]

### 해풍조선 외
- 고인범 : 강대평 역(† 1회 ~ 27회) - 강산의 할아버지. 해풍조선 회장. (최욱진에 의해 전기충격으로 사망)
- 이훈 : 윤정우 역 - 죽은 윤학수의 동생. 울산지검 차장검사
- 김지영 : 이봉희 역 - 이금희의 동생. 석유학자. 해주의 이모
- 선우재덕 : 윤학수 역(† 1회) - 해주의 양부(1회까지만 나오고 장도현에 의해 총을 쏴 사망)
- 김재운 : 김종명 역 - 대평에게 절대적 충성

### 그 외
- 백승희 : 조민경 역 - 해주가 있었던 부서의 팀장
- 서지연 : 채경미 역
- 이두경 : 두목 역(‡ 2회, 6회, 8회, 13회, 19회) - 해주를 괴롭히는 사채업자. (2회부터 등장, 6회, 8회 이후 15년 후에는 13회, 19회까지만 나오고 구속 및 사형)[2]
- 오화열
- 김동화
- 박진성
- 방인혜
- 임태진
- 고진명

## 수상
- 2012년 MBC 연기대상 연속극 부문 남자 최우수연기상 김재원
- 2012년 MBC 연기대상 연속극 부문 여자 최우수연기상 한지혜
- 2012년 MBC 연기대상 연속극 부문 남자 우수연기상 재희
- 2012년 MBC 연기대상 여자 황금연기상 양미경
- 2012년 MBC 연기대상 남자 황금연기상 이덕화
- 2012년 MBC 연기대상 올해의 작가상 손영목
- 2012년 MBC 연기대상 여자 아역상 김유정
- 2012년 아시아태평양 스타 어워즈 남자 아역상 박건우
- 2012년 대한민국 문화연예대상 드라마부문 여자 최우수연기상 한지혜

## 시청률
최저 시청률과 최고 시청률은 시청률 조사회사와 지역별로 시청률에 차이가 있을 수 있습니다.
| 2012년      | 2012년      | 2012년         | 2012년       | 2012년         | 2012년       |
| 회차        | 방송일      | TNmS 시청률    | TNmS 시청률  | AGB 시청률     | AGB 시청률   |
| 회차        | 방송일      | 대한민국(전국) | 서울(수도권) | 대한민국(전국) | 서울(수도권) |
| ----------- | ----------- | -------------- | ------------ | -------------- | ------------ |
| 제1회       | 8월 18일    | 11.3%          | 12.1%        | 11.3%          | 12.5%        |
| 제2회       | 8월 19일    | 11.6%          | 12.6%        | 10.8%          | 12.3%        |
| 제3회       | 8월 25일    | 13.9%          | 15.4%        | 12.0%          | 13.1%        |
| 제4회       | 8월 26일    | 14.2%          | 16.6%        | 12.7%          | 13.9%        |
| 제5회       | 9월 1일     | 14.5%          | 15.6%        | 13.7%          | 14.7%        |
| 제6회       | 9월 2일     | 16.6%          | 19.0%        | 14.6%          | 15.6%        |
| 제7회       | 9월 8일     | 17.4%          | 18.9%        | 14.6%          | 15.5%        |
| 제8회       | 9월 9일     | 16.2%          | 18.8%        | 15.7%          | 17.5%        |
| 제9회       | 9월 15일    | 17.9%          | 19.6%        | 16.8%          | 17.6%        |
| 제10회      | 9월 16일    | 17.4%          | 19.1%        | 17.7%          | 18.7%        |
| 제11회      | 9월 22일    | 20.0%          | 22.5%        | 18.6%          | 19.7%        |
| 제12회      | 9월 23일    | 18.7%          | 21.2%        | 17.1%          | 18.7%        |
| 제13회      | 9월 29일    | 17.7%          | 20.5%        | 14.6%          | 15.9%        |
| 제14회      | 9월 30일    | 15.3%          | 16.4%        | 13.1%          | 14.5%        |
| 제15회      | 10월 6일    | 20.8%          | 23.1%        | 17.7%          | 18.9%        |
| 제16회      | 10월 7일    | 18.7%          | 21.5%        | 17.4%          | 18.7%        |
| 제17회      | 10월 13일   | 19.2%          | 21.3%        | 18.9%          | 20.1%        |
| 제18회      | 10월 14일   | 19.1%          | 21.8%        | 17.6%          | 18.8%        |
| 제19회      | 10월 20일   | 19.4%          | 22.1%        | 18.7%          | 19.9%        |
| 제20회      | 10월 21일   | 19.8%          | 22.9%        | 18.0%          | 19.3%        |
| 제21회      | 10월 27일   | 19.5%          | 21.6%        | 18.2%          | 19.4%        |
| 제22회      | 10월 28일   | 19.6%          | 21.9%        | 17.8%          | 18.5%        |
| 제23회      | 11월 3일    | 18.9%          | 21.3%        | 18.5%          | 20.0%        |
| 제24회      | 11월 4일    | 19.6%          | 22.0%        | 17.8%          | 19.3%        |
| 제25회      | 11월 10일   | 19.8%          | 21.6%        | 18.9%          | 20.4%        |
| 제26회      | 11월 11일   | 19.2%          | 21.4%        | 18.0%          | 19.0%        |
| 제27회      | 11월 17일   | 19.2%          | 21.5%        | 19.1%          | 21.3%        |
| 제28회      | 11월 18일   | 19.3%          | 21.7%        | 19.3%          | 20.3%        |
| 제29회      | 11월 24일   | 21.5%          | 25.4%        | 20.0%          | 21.1%        |
| 제30회      | 11월 25일   | 22.0%          | 24.8%        | 21.0%          | 22.6%        |
| 제31회      | 12월 1일    | 24.2%          | 24.8%        | 22.7%          | 23.9%        |
| 제32회      | 12월 2일    | 24.5%          | 25.5%        | 23.6%          | 24.6%        |
| 제33회      | 12월 8일    | 24.3%          | 26.2%        | 23.3%          | 24.4%        |
| 제34회      | 12월 9일    | 24.4%          | 27.6%        | 23.5%          | 24.9%        |
| 제35회      | 12월 15일   | 23.0%          | 25.3%        | 21.7%          | 22.1%        |
| 제36회      | 12월 16일   | 19.4%          | 21.1%        | 20.6%          | 21.8%        |
| 제37회      | 12월 22일   | 22.4%          | 23.8%        | 20.2%          | 21.7%        |
| 제38회      | 12월 23일   | 25.9%          | 29.4%        | 26.4%          | 27.5%        |
| 평균 시청률 | 평균 시청률 | 19.1%          | 21.3%        | 18.0%          | 19.2%        |

## 경쟁 프로그램
- 다섯 손가락
- 청담동 앨리스 (SBS)
- 대왕의 꿈 (KBS 1TV)

## 연장
- 2012년 10월 25일 메이퀸 방영 분량이 32부작에서 6회 연장되어 38부작으로 변경.확정되었다.[5]